# Astro Bot
Astro Bot ist ein Videospiel aus dem Jahr 2024, entwickelt von Team Asobi und veröffentlicht von Sony Interactive Entertainment für die PlayStation 5. Es ist eine Fortsetzung von Astro’s Playroom (2020) und das dritte Spiel der Astro-Bot-Serie. Das Spiel wurde anlässlich des 30-jährigen Jubiläums der PlayStation veröffentlicht, erhielt äußerst positive Kritiken und gewann unter anderem bei den Game Awards 2024 die meisten Preise, darunter den Preis für das beste Spiel des Jahres und das familienfreundlichste Spiel.

## Spielprinzip
Astro Bot ist ein 3D-Platformer, in dem der Spieler die Hauptfigur, einen kleinen Roboter namens Astro Bot, mit Hilfe des DualSense-Controllers steuert. Astros Hauptbewegungen sind identisch mit denen aus den Vorgängern, er kann weiterhin springen, schweben, zuschlagen und sich drehen. Die Fähigkeit, unter Wasser zu schwimmen, kehrt ebenfalls aus Astro Bot Rescue Mission zurück, nachdem sie in Astro's Playroom nicht vorhanden war.
Das Spiel verfügt über 80 Level, die sich auf sechs Galaxien und 50 Planeten verteilen. Jeder Level kann in drei verschiedenen Schwierigkeitsstufen gespielt werden: Leicht, Normal und Schwer. Die Hauptstory-Levels (auch „spielerische Levels“ genannt) fallen hauptsächlich unter die Schwierigkeitsgrade Leicht und Normal, während die optionalen Herausforderungslevels (auch „komplexe Levels“ genannt) hauptsächlich unter den Schwierigkeitsgrad Schwer fallen. Jeder Level enthält auch eine Schwierigkeitsanzeige, die vor dem Betreten des Levels hervorgehoben wird. Sowohl die spielerischen als auch die komplexen Levels sollen nach der Veröffentlichung des Spiels in Form von herunterladbaren Inhalten bis Ende 2024 erscheinen. Die Fortbewegung zwischen den Galaxien und Levels erfolgt mit dem „Dual Speeder“, einem Raumschiff in Form eines PlayStation 5 DualSense-Controllers. Der Dual Speeder wird gesteuert, indem man die analogen Trigger gedrückt hält und den DualSense physisch kippt. Er kann sich auch frei auf dem Level-Auswahlbildschirm bewegen.
Ähnlich wie in Rescue Mission gibt es in jedem Level eine bestimmte Anzahl von Bots, die Astro retten muss. Diese reicht von sieben Bots in den Hauptplattformer-Levels bis hin zu nur einem oder zwei Bots in den Bosskämpfen und Herausforderungslevels. Anders als in Rescue Mission können auch „V.I.P.-Bots“ (sammelbare Bots, die in ihrem Aussehen an verschiedene PlayStation-Charaktere erinnern) gerettet und rekrutiert werden. Es gibt 150 einzigartige V.I.P.-Bots, und weitere sollen in den kostenlosen DLC-Levels enthalten sein. Viele der „Deep Cut“-Bot-Charaktere aus der Geschichte von PlayStation sollen in den komplexen Levels des Spiels gerettet werden können. Alle gesammelten Bots können an einem zentralen Ort (der als Museum beschrieben wird) betrachtet werden, wo man sie ansehen und mit ihnen interagieren kann. In einigen wenigen Levels kann der Spieler die Fähigkeiten bestimmter PlayStation-Helden nutzen, wie z. B. Kratos’ Leviathan-Axt, die in einem God of War-Level im Vordergrund steht.
Auf den Planeten sind sammelbare Münzen verstreut, mit denen man eine Vielzahl verschiedener Dinge kaufen kann. Die wichtigste Möglichkeit, Münzen auszugeben, ist die Gatcha-Maschine, die dem Spieler Gegenstände für die V.I.P.-Bots schenkt. Diese Gegenstände beziehen sich auf bestimmte Objekte, die von den Charakteren in ihren Heimspielen verwendet werden, und wenn man sie ihnen schenkt, führen sie bestimmte Aktionen aus, die sich auf die besagten Spiele beziehen. Darüber hinaus können die Münzen auch verwendet werden, um einen Bluebird-Helfer zu kaufen, der es dem Spieler ermöglicht, Bots oder Puzzleteile aufzudecken, die er bei seinem ersten Versuch, das Level zu spielen, übersehen hat. Der Bluebird-Helfer steht zu Beginn eines jeden Levels zur Verfügung und kann erst ab dem zweiten Versuch eines Levels gekauft werden.
Astro hat Zugang zu 15 neuen Fähigkeiten, die an ihm befestigt werden können und sowohl seine Fortbewegungs- als auch seine Kampffähigkeiten verbessern.
Das Spiel bietet eine Auswahl an Zugänglichkeitseinstellungen, darunter die Möglichkeit, das Spiel mit einem einzigen Analogstick zu spielen (wobei die Kamerasteuerung stattdessen über einen einzigen Tastendruck erfolgt), Unterstützung für den PlayStation Access-Controller und die Option, die Gyrosteuerung, das haptische Feedback und die adaptiven Auslöser zu deaktivieren.
Astro Bot soll mehr als viermal so lang sein wie Astro's Playroom und enthält keine Mikrotransaktionen.

## Handlung
Eines Tages sieht man im Weltraum ein Mutterschiff, das der PlayStation-5-Konsole ähnelt, mit Astro und zahlreichen ihm ähnlichen Bots, die seine gesamte Crew darstellen, durch den Kosmos fliegen. Plötzlich treffen sie auf einen grünen Außerirdischen namens Space Bully Nebulax, der das Mutterschiff verfolgt, die Besatzung angreift und die CPU stiehlt. Daraufhin explodiert das Mutterschiff, seine Teile werden im Weltraum verstreut, und die Bots stranden auf anderen Planeten.
Kurz nach dem Angriff stürzt das, was vom Mutterschiff übrig ist, auf einem Wüstenplaneten ab, und Astro, der bewusstlos ist, wird vom Dual Speeder wiederbelebt, einem viel kleineren Schiff, das dem DualSense-Controller ähnelt. Ein Satellit stürzt auf dem Planeten ab, und als Astro ihn aktiviert, macht er sich auf die Suche nach seinen Mitstreitern und den fehlenden Teilen des Mutterschiffs. Kurz nachdem Astro seinen ersten Planeten erkundet hat, reaktiviert sich das Mutterschiff selbst, und die Absturzstelle wird in eine Oase und Siedlung für Astro und die geretteten Bots verwandelt.
Astro erkundet weiterhin die Galaxien und rettet die meisten Bots, bis er die Heimatplaneten der jeweiligen Bosse aufspürt: Gorillanebel (Mighty Chewy), Tentakelsystem (Wako Tako), Serpent Starway (Lady Venomara), Camo Cosmos (Mecha Leon) und Feather Cluster (Falcon McFly), wobei er sie alle bekämpft und dabei verlorene Teile des Mutterschiffs wiederfindet. Sobald Astro einen Großteil seiner Crew wiedergefunden hat und das Mutterschiff nach der Erkundung aller Galaxien wieder vollständig repariert ist, trifft er erneut auf Space Bully Nebulax und nimmt die Verfolgung auf, wobei er einen intergalaktischen Krieg auslöst, bei dem die meisten Crewmitglieder ältere PlayStation-Hardware als Teil ihrer Staffel verwenden und so die PlaySquadron bilden.
Nach einem langen Kampf quer durch das Universum erreichen Astro und seine Kollegen den Space Bully Nebulax für einen letzten Kampf, um die fehlende CPU zurückzuholen. Wenige Augenblicke später gelingt es Astro, die CPU zu bergen, die sich in das Mutterschiff einfügt, aber nicht ohne einen schwer verletzten Nebulax, der sich einen weiteren Kampf liefert. Mit Hilfe der Bots gelingt es Astro, das UFO in Nebulax' Körper in die Luft zu jagen, doch dabei entsteht ein schwarzes Loch. Nebulax schnappt sich Astro, um ihn mit in seinen bevorstehenden Untergang zu nehmen, während die Bots alles tun, um ihn zu retten, obwohl Astro sich dabei selbst opfert, was zu einer Supernova führt. Während die Bots Astros Schicksal fürchten, taucht er aus dem Horizont auf und landet auf dem Mutterschiff, bricht aber zusammen und stirbt, als seine Roboterglieder einzeln abfallen. Einige der Bots finden Ersatzteile für Astro und werfen sie ihm zu, während die Reparatursysteme des Mutterschiffs sie verwenden, um ihn zu reparieren und wiederzubeleben. Nachdem er wiederbelebt wurde, feiert Astro mit seiner Crew und erkundet noch einmal den Weltraum, während der Abspann läuft, bevor er ein letztes Mal mit seinem Dual Speeder abfliegt.

## Entwicklung
Die Entwicklung von Astro Bot begann fast unmittelbar nach der Fertigstellung von Astro's Playroom und dauerte etwa drei Jahre mit einem Entwicklerteam von rund 60 Personen. Es ist Berichten zufolge das größte Spiel, das Team Asobi entwickelt hat. Im Gegensatz zu seinen Vorgängern Astro Bot Rescue Mission und Astro's Playroom wurde Astro Bot ohne einen Untertitel benannt. Nicolas Doucet, der Creative Director und Produzent von Astro Bot, sagt, dass dies ein Zeichen für einen Neuanfang der Astro-Bot-Serie sein sollte.
In einem Interview mit dem Edge-Magazin erklärte Doucet, dass er und das Team Asobi in Erwägung zogen, dem Spiel eine Open-World-Struktur zu geben, sich aber letztendlich dafür entschieden, sich stattdessen mehr auf eine Level-basierte Struktur zu konzentrieren. Der Grund für diese Entscheidung sei gewesen, „dass wir so die meiste Kontrolle über die Vielfalt des Spiels hatten“ Um das Spiel für Spieler aller Fähigkeitsstufen zugänglich zu machen, wurde der Schwierigkeitsgrad der einzelnen Astro-Bot-Levels genau überlegt. Die Hauptlevels wurden so gestaltet, dass sie relativ einfach sind, so dass jeder das Spiel unabhängig von seiner Spielstärke schaffen kann. Die optionalen Levels hingegen wurden so gestaltet, dass sie viel schwieriger waren, um auch die erfahreneren Spieler zufrieden zu stellen.
Neben dem Jump ’n’ Run wurden auch zahlreiche Hintergrund- und Umgebungsdetails in den einzelnen Levels hinzugefügt. Die überarbeitete Spiel-Engine ermöglicht erhebliche Verbesserungen bei der Grafik und der Physik sowie über 70 einzigartige Tierarten (darunter Eisbären, Elefanten und kleine Insekten).
Astro Bot ist auf der PlayStation VR2 nicht spielbar, obwohl frühere Spiele von Team Asobi mit Astro (wie Astro Bot Rescue Mission und The Playroom VR) die Verwendung von PlayStation VR voraussetzten, um gespielt werden zu können. Doucet erklärte, dass Team Asobi nach der Fertigstellung von Astro's Playroom nie in Erwägung gezogen hatte, ein PlayStation VR2-Spiel zu entwickeln, und sich stattdessen dafür entschied, eine größere Version der Tech-Demo zu entwickeln, in der Annahme, dass sie von der breiten Öffentlichkeit gut genug aufgenommen würde. Er räumte ein, dass es zwar Spiele gibt, die sowohl in VR als auch in Nicht-VR spielbar sind, dass diese Design-Philosophie aber für ein Astro-Bot-Spiel nicht in Frage kommt: „Wenn man für ein Spiel wie Astro eine VR-Version entwickelt, muss es vollständig für dieses Medium konzipiert sein. Und wenn es keine VR-Version ist, muss es vollständig für dieses Medium entwickelt werden.“ Doucet bekräftigte diesen Standpunkt in einem Interview mit MinnMax und erklärte, dass die Entwicklung einer PSVR-2-Version von Astro Bot das Spiel zu einem völlig anderen machen würde. Er merkte in demselben Interview auch an, dass eine PC-Portierung eine Möglichkeit sei, sollte nach der Veröffentlichung des Spiels genügend Nachfrage bestehen.
Astro Bot implementiert viele der Funktionen des DualSense-Controllers im Spiel, insbesondere das haptische Feedback und die adaptiven Auslöser. Um das Beste aus den DualSense-Funktionen herauszuholen, bildete das Team Asobi eine kleine Gruppe, die sich ausschließlich der Aufgabe widmete, so viel wie möglich aus dem Controller herauszuholen. Doucet nennt einige Beispiele für diese Funktionen, darunter die Verwendung der adaptiven Auslöser, um das Auspressen von Wasser aus einem Schwamm zu simulieren, indem der Widerstandsgrad verändert wird, und die Verwendung des haptischen Feedbacks, um bestimmte Unregelmäßigkeiten auf einer Oberfläche zu ertasten, um ein verstecktes Geheimnis zu lüften. Viele Funktionen werden zunächst isoliert entwickelt, bevor die besten in das Hauptspiel integriert werden (die erwähnte Schwammfähigkeit ist ein Beispiel dafür).
Jede von Astros Fähigkeiten nutzt auch die Funktionen von DualSense in hohem Maße. Doucet merkt an, dass Astro's Playroom und Astro Bot die DualSense-Fähigkeiten auf unterschiedliche Weise in das Gameplay integriert haben. Während in Astro's Playroom das Jump ’n’ Run und die Fähigkeiten in verschiedene Abschnitte unterteilt wurden, wurden in Astro Bot die Fähigkeiten in das Jump-’n’-Run-Gameplay integriert. Er erwähnt auch, dass aufgrund der stärkeren Betonung des Plattformspiels während der Entwicklung die Touchpad-bezogenen Gameplay-Mechaniken viel seltener eingesetzt wurden. Der Grund dafür war laut Doucet, dass der Spieler bei der Verwendung des Touchpads seine Finger von der Sprungtaste wegbewegen musste, wodurch das Spiel unkomfortabler wurde.

## Musik, Marketing und Versionen
Kenneth C. M. Young, der zuvor die Musik für Astro Bot Rescue Mission und Astro's Playroom komponiert hatte, kehrte zurück, um den Soundtrack für Astro Bot zu komponieren. Dies wurde über seinen Twitter-Account bestätigt.
Astro Bot wurde am 30. Mai 2024 während der State-of-Play-Livestream-Präsentation von Sony angekündigt. Der Veröffentlichungstrailer des Spiels und ein zusätzliches Hinter-den-Kulissen-Video wurden am 30. August 2024 auf dem PlayStation YouTube-Kanal gezeigt. Das Spiel wurde am 6. September 2024 exklusiv für die PlayStation 5 veröffentlicht.
Die 400. Ausgabe des Edge-Magazins enthält 10 Titelbildvarianten, von denen jede einen anderen V.I.P.-Bot (wie Ratchet & Clank aus der selbstbetitelten Serie und Aloy aus der Horizon-Serie) in den Mittelpunkt stellt.
Derzeit sind drei Versionen des Spiels erhältlich: die digitale Standard-, die physische Standard- und die digitale Deluxe-Edition. Für jede dieser Versionen gibt es außerdem Belohnungen für die Vorbestellung des Spiels. Die digitale Standardversion enthält ein In-Game-Outfit für Astro, das dem Charakter PaRappa the Rapper ähnelt, einen Dual-Speeder-Graffiti-Skin mit einer Vielzahl verschiedener V.I.P.-Bots und zwei verschiedene PlayStation Network-Avatare (einen mit Astro und einen V.I.P.-Bot, der sich auf Parappa bezieht). Die digitale Deluxe-Version enthält neben allen Belohnungen der digitalen Standardversion zusätzlich zwei Outfits (eines davon ist ein goldenes Outfit und das andere bezieht sich auf den Yharnam-Jäger aus Bloodborne), zwei Controller-Skins (eines mit dem Namen „Neon Dream“ und das andere „Champion's Gold“), 10 PlayStation Network-Avatare (mit weiteren Darstellungen von Astro und verschiedenen V.I.P.-Bots) und einen Download-Code für die offizielle Version.
Kioske mit einer spielbaren Demo von Astro Bot waren auf dem Summer Game Fest, der EVO, der ChinaJoy,[e] und der PAX West zu sehen. Sie zeigten fünf verschiedene Levels; zwei davon waren spielerische Jump-’n’-Run-Etappen (namens Sky Garden und Construction Derby, wobei letzteres eine Anspielung auf das PlayStation-Videospiel Destruction Derby ist), eine war ein Bosskampf gegen einen Oktopus, bei dem die Fähigkeit der Zwillingsfroschhandschuhe zum Einsatz kam, und zwei waren vergleichsweise kürzere, komplexe Etappen (namens Swinging Senteries und Slowdown Showdown, die beide an verschiedene PlayStation-Symbole angelehnt waren). Astro Bot war auch eines der Spiele, die auf der Tokyo Game Show vorgestellt wurden. Neben der bereits erwähnten spielbaren Demo gab es auch eine riesige Gatcha-Maschine. Jeder, der die Maschine benutzte, erhielt eines von vier verschiedenen T-Shirts mit Astro-Bot-Motiven.
Ein DualSense-Controller, der dem Dual Speeder nachempfunden ist, wurde am 29. Juli 2024 angekündigt. Die Vorbestellungen begannen am 9. August und der Controller wurde am selben Tag wie das Spiel veröffentlicht.
Einige Best Buy-Filialen in Kanada bieten Demos an, die im Laden gespielt werden können.

## Verknüpfung mit Astro's Playroom
Um eine Verbindung zwischen Astro Bot und seinem Vorgänger herzustellen, erhielt Astro's Playroom am 7. Juni 2024 ein kostenloses Inhaltsupdate. Es fügte der Gatcha-Maschine zusätzliche Artefakte hinzu, die verschiedenen PlayStation-5-Zubehörteilen, wie dem PlayStation-VR2-Headset und dem PlayStation Portal, entsprachen. Jedes dieser Artefakte konnte in einem neuen Raum aufbewahrt werden, der über den PlayStation-Labo-Raum zugänglich war. Er enthielt auch einen brandneuen „Missionsraum“, der einen Countdown bis zur Veröffentlichung von Astro Bot anzeigte und die Spieler auf die offizielle Shop-Seite des Spiels verwies.
Außerdem konnten vier neue Bots gerettet werden, einer für jede der vorhandenen Welten. Diese Bots beziehen sich auf die PlayStation-Charaktere Lady Maria aus Bloodborne, Selene aus Returnal, einen Rennfahrer aus der Gran Turismo-Serie[39] und einen Pipo Monkey aus der Ape Escape-Serie. Jeder der im Playroom gesammelten Bots kann in die Startmannschaft von Astro Bot übertragen werden.
In den Stunden vor der Veröffentlichung von Astro Bot wurde in Astros Playroom ein spezieller Countdown abgehalten.

## Bewertungen und Auszeichnungen
Astro Bot erhielt laut der Bewertungs-Website Metacritic „allgemeine Anerkennung“, und laut OpenCritic empfahlen 99 % der Kritiker das Spiel. Am Tag seiner Veröffentlichung war das Spiel sowohl bei Metacritic als auch bei OpenCritic das am höchsten bewertete neue Spiel des Jahres 2024. Das Spiel wurde positiv mit Spielen der Super-Mario-Serie verglichen, insbesondere mit Super Mario Sunshine, Super Mario Galaxy und Super Mario Odyssey. Kritiker verglichen das Spiel auch mit anderen Nintendo-Serien, darunter Arms, Pikmin und Splatoon. Masahiro Sakurai, der Schöpfer der Kirby- und Super-Smash-Bros.-Serien, lobte das Spiel auf Twitter.
Bei den Golden Joystick Awards 2024 wurde Astro Bot für das Best Audio Design ausgezeichnet und war auch als Ultimate Game of the Year, Console Game of the Year und für den Best Soundtrack und das Best Visual Design nominiert.
Bei den Game Awards 2024 gewann das Spiel unter allen Nominierten die meisten Preise; neben dem Preis für das beste Spiel des Jahres gewann es in den Kategorien: beste Regie eines Spiels, bestes Action-Adventure und bestes familienfreundliches Spiel.